# Hildegard Pohl

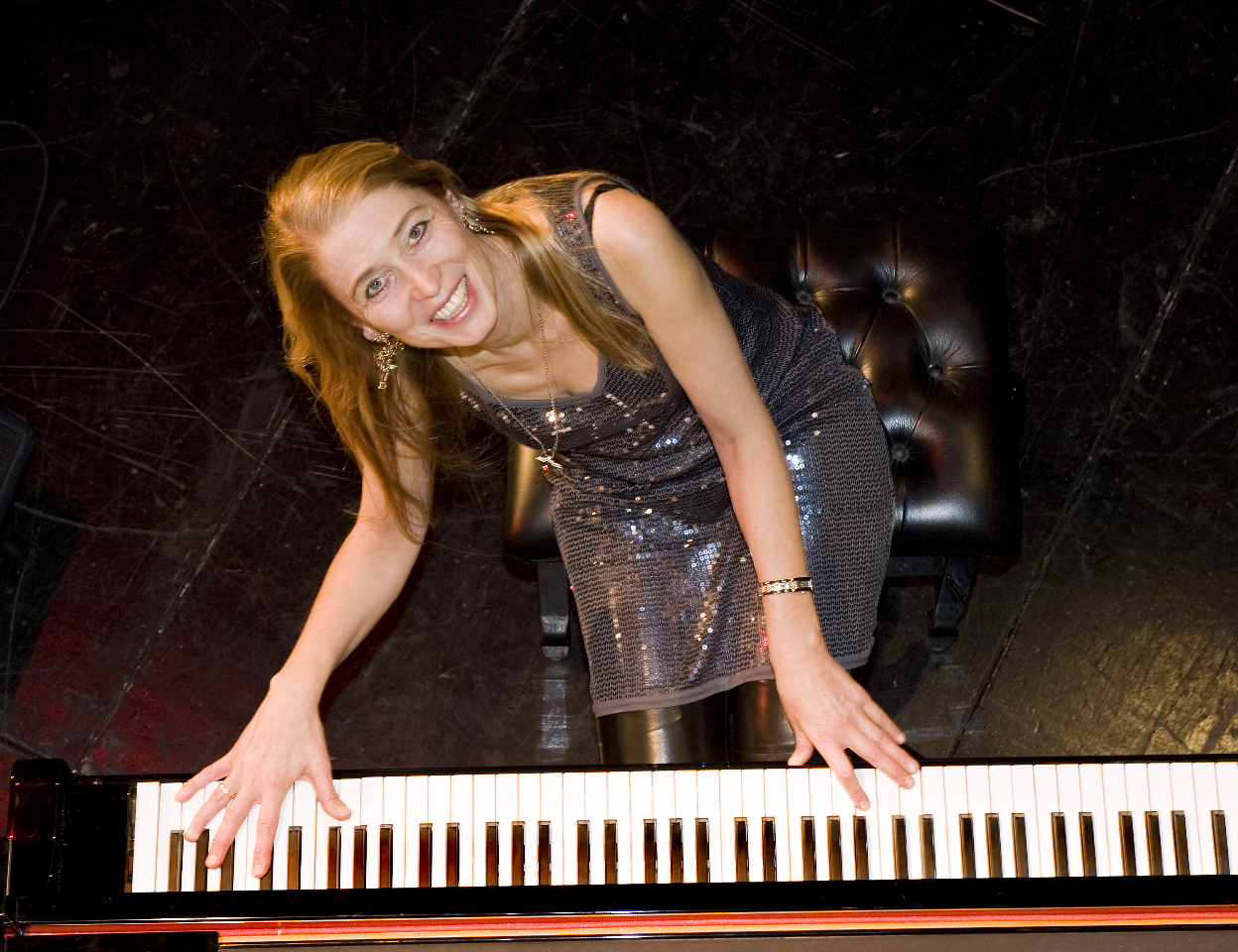
Hildegard Pohl

Hildegard Pohl (* 17. März um 1959 in Stuttgart) ist eine deutsche Pianistin und Klavierpädagogin.

## Beruflicher Werdegang
Hildegard Pohl hatte Klavierunterricht seit dem achten Lebensjahr. Ihr Zweitinstrument war Geige, danach wechselte sie zur Kirchenorgel. Seit dem 14. Lebensjahr war sie als Organistin an der katholischen Maria Friedenskirche in Stuttgart tätig. Sie legte das Abitur am Fanny-Leicht-Gymnasium mit musischem Schwerpunkt in Stuttgart-Vaihingen ab und studierte danach in Nürnberg am Meistersinger-Konservatorium mit Hauptfach Klavier. Nach dem Abschluss als Musiklehrerin und der Konzertreifeprüfung im Fach klassisches Klavier wandte sie sich dem Jazz zu.
Nach dem Musikstudium erfolgte die Gründung der Damentruppe „Hollywood wir kommen“. Auftritte und Sendungen beim Bayerischen Rundfunk folgten sowie ein Gastspiel im ARD-Studio Frankfurt. 1991 gastierte Helge Schneider zusammen mit „Hollywood wir kommen“ auf dem gleichnamigen Festival bei Heppel & Ettlich in München.
1988 erfolgte die Gründung des „Hildegard Pohl Trios“ mit wechselnder Besetzung, seit 2001 mit Yogo Pausch am Schlagzeug und Norbert Meyer-Venus am Bass. Die drei Künstler entwickelten zusammen ihren typischen Sound von swingender klassischer Musik.
Ab 1995 begann sie Solo-Bühnenprogramme als „Wilde Hilde“ (Hildes wildes Pianocabaret, Hildes wilder Rosenkrieg). Außerdem trat sie als Klavierpartnerin für Sänger, Autoren, Instrumentalisten und Chöre auf. Seit dem Jahre 2011 arbeitet sie eng mit der amerikanischen Opern- und Konzertsängerin Rebecca Martin zusammen, so mit dem Crossoverprogramm „Swing goes to the opera“ und der „Swinging Christmas Show“ 2011 übernahm sie bei der Dehnberger-Hoftheater-Produktion des Bühnenstückes von Franz Wittenbrink „Sekretärinnen“ den Klavierpart. Im März 2015 fand in Nürnberg die Premiere von „Swing it, Mr.Bach“ (Hildegard Pohl Trio) statt. Seit 2016 ist Hildegard Pohl Mitglied der GEDOK Franken als Leiterin der Sparte Musik sowie Mitglied der EPTA Deutschland. Sie ist als „Wilde Hilde“ ehrenamtliche Botschafterin von Oxfam Deutschland, zudem hat sie dafür einen eigens getexteten Song eingespielt.
Pohl versteht sich als Grenzgängerin zwischen klassischer Musik und swingendem Jazz, besonders in der Ineinander-Verwebung beider Stilrichtungen. Bei Spontanimprovisationen in Konzerten verbindet sie musikalische Wünsche des Publikums quer durch die Musikgenres miteinander, was zu ihrem Markenzeichen geworden ist.
Hildegard Pohl ist ebenso als Stummfilmpianistin tätig, seit vielen Jahren bei Gastspielen in ganz Deutschland und hat regelmäßig Auftritte bei den Nürnberger StummFilmMusikTagen.
Ihren Künstlernamen „Wilde Hilde“ verdankt sie sowohl ihrem intensiven Klavierspiel als auch ihrer kabarettistischen Ader. In Bühnenprogrammen tritt sie sowohl als Solopianistin als auch als Chanson-Sängerin mit eigenen Texten auf.

## Auszeichnungen
Hildegard Pohl ist Trägerin des Wolfram-von-Eschenbach-Preises 2019 des Bezirks Mittelfranken. 2025 erhielt sie einen Preis der Stadt Nürnberg.

## Diskographie (Hildegard Pohl Trio)
- 2004: Swing, Klassik, swing!, Mediatone.
- 2007: Swingtricks, Streetlife-Music.
- 2009: Swing&Roses, Media Arte (Hommage an Hildegard Knef).[4]
- 2011: Swingissimo, Mediatone (Media Arte).
- 2013: Swinging Mona Lisa, Mediatone (Media Arte).
- 2013: Swing, Christmas, swing!, Mediatone (Media Arte).
- 2015: Swing it, Mr.Bach!, Mediatone (Media Arte)
- 2016 Swing it, Mr.Tschaikowsky! Mediatone (Media Arte)
- 2018  Swing van Beethoven, Media Arte
- 2019  A Night With Gershwin, Media Arte
- 2021  Swing me Amadeus, Media Arte
- 2022  Swing Hilde Swing, Media Arte
- 2024  Rokoko swingt pink Media Arte

## Gastspiele
Pohl gastierte auf Bühnen, Jazzclubs und Konzertpodien in Deutschland, Italien, Frankreich und der Schweiz. 2010 spielte sie in den Nürnberger Hubertussälen das Triojazzkonzert auf dem Flügel des Pianisten Vladimir Horowitz. Das 287 cm lange Instrument von Steinway & Sons wurde nach diesem Konzert wieder nach New York zurückgeflogen.
Im Dezember 2020 und 2021 gastierte das Hildegard Pohl Trio in Nizza, Frankreich, mit „Swing Nöel Swing“ im L' Artistique Centre D'arts et De Culture, im April 2023 in Tours und im April 2024 wiederum in Nizza.

## Konzertprogramme und Bühnenproduktionen (Auswahl)
- 1987  Hollywood wir kommen! – musikalische Revue mit Hilde Pohl, Uschi Stör und Corinna Krüger
- 1995  Hildes wildes Piano Cabaret – 1. Soloprogramm als „Wilde Hilde“
- 1999  Fit for life – Duo Cabaret von Hilde Pohl und Astrid Lierenfeld
- 2003  Hildes wilder Rosenkrieg – 2. Soloprogramm der „Wilden Hilde“
- 2004  Swing, Klassik, swing! – Konzertprogramm des Hildegard Pohl Trio
- 2007  Swingtricks der Klassik – Konzertprogramm des Hildegard Pohl Trio
- 2009  Der große Hildegard Knef Abend! – Hilde spielt Hilde mit dem Hildegard Pohl Trio
- 2010  Sekretärinnen – Produktion des Dehnberger Hoftheaters
- 2011  Swing goes to the opera! – Hildegard Pohl Trio und Rebecca Martin (Mezzosopran)
- 2012  Mord in der Primadonnenloge – Produktion am Dehnberger Hof Theater
- 2013  Swing meets blondes Gift! – mit Elke Wollmann (Schauspiel und Gesang) und dem Hildegard Pohl Trio
- 2014  Swing, Christmas, swing! – Weihnachtsrevue mit dem Hildegard Pohl Trio
- 2015  Mozart und der Weihnachtsmann! – Klassik for Kids: Kinderprogramm im Sternenhaus
- 2016  Tschaikowsky goes Swingkowsky – Konzertabend mit dem Hildegard Pohl Trio
- 2018  Swing van Beethoven – Konzertabend mit dem Hildegard Pohl Trio
- 2019  Eine Nacht mit Gershwin – Konzertabend mit dem Hildegard Pohl Trio
- 2021  Swing me Amadeus – Konzertabend mit dem Hildegard Pohl Trio
- 2022  Swing Hilde Swing – 20 Jahre Jubiläumskonzert mit dem Hildegard Pohl Trio
- 2024  Rokoko swingt pink! – Barockmusik goes Jazz